# انفجار ۲۰۱۹ پاریس
در ۱۲ ژانویه ۲۰۱۹ انفجاری در یک نانوایی در کوی ترویس (de Trevise) منطقه نهم پاریس به وقوع پیوست. دو آتش‌نشان، یک گردشگر اسپانیایی، و یک زن دیگر کشته و بسیاری دیگر مجروح شدند. براساس اظهارات دادستان محلی، رمی هیتز، علت ظاهری این انفجار نشتی گاز بود. آتش نشانان در زمان انفجار در نانوایی حضور داشتند و در حال تحقیق در مورد نشت گاز مشکوک بودند.